# Monument au comte von Schwerin
Le Monument au comte von Schwerin est un monument élevé à la mémoire du comte von Schwerin, colonel de l'armée prussienne tombé lors de la campagne de 1815 à Lasne, 5 km à l'est du champ de bataille de Waterloo.

## Localisation
Le Monument au comte von Schwerin se situe rue du Vieux Monument, à Lasne, dans la province du Brabant wallon.
Il se dresse dans un champ entre la rue du Vieux Monument et la rue de Genleau, à environ 400 mètres au nord-est du Bois Paris.

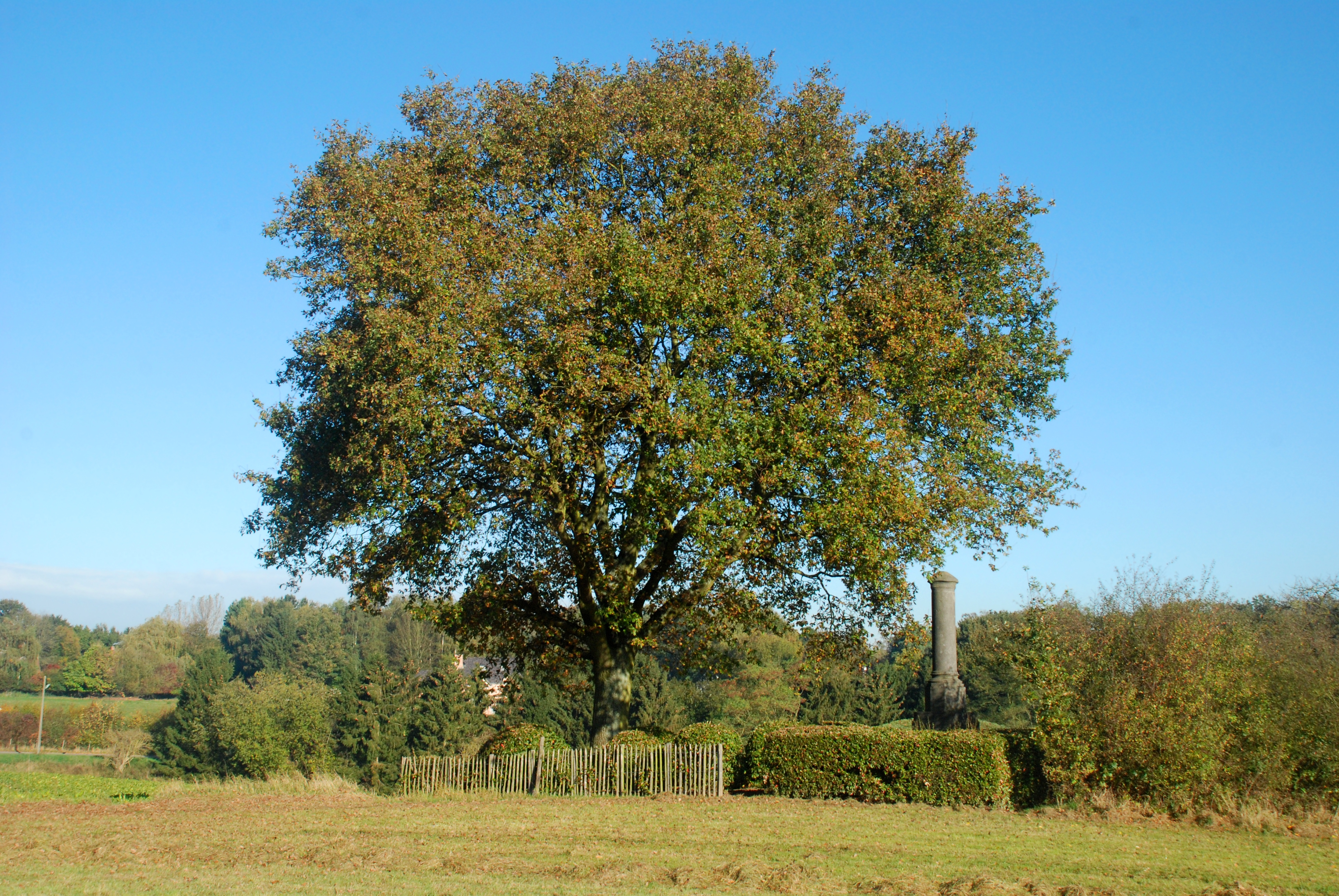
Le site abritant le monument.

## Historique
Le comte von Schwerin fut tué à la tête du 6e régiment de Hussards prussiens lors d'une rencontre avec la cavalerie française.
Tué par un boulet tiré par un canon français posté à la lisière du bois Paris, le comte von Schwerin fut enterré à la hâte.
Sa veuve retrouva l'endroit deux ans plus tard et fit ériger le monument pour entretenir la mémoire de son mari.

## Description
Le monument, érigé à l'angle d'un champ sous un large chêne, est constitué d'une colonne en pierre bleue à base octogonale reposant sur un piédestal cubique.
La face nord du piédestal porte une plaque rendant hommage au comte :

« Wilhelm Graf von Schwerin

Koenigl. Preus. Obrist und Ritter

Gefallen

Dem Siege am Juni

1815

In der Fremde Für die Heimath »

Ce que l'on peut traduire par « Guillaume, comte de Schwerin, colonel et chevalier du roi de Prusse. Tombé lors de la victoire de juin 1815 à l'étranger pour la Patrie. »

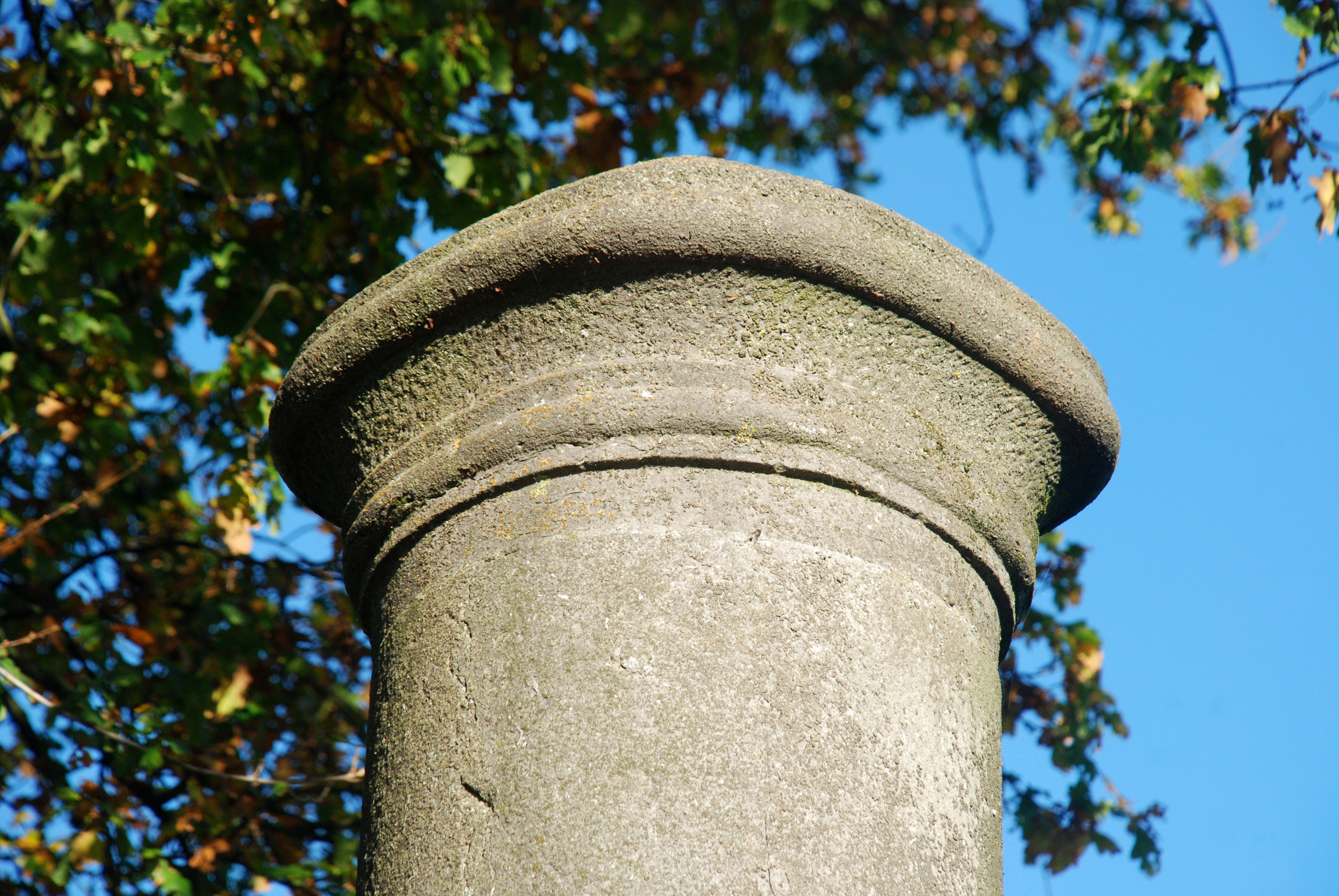
Le sommet de la colonne.